# Patrick Rombaut
Patrick Rombaut (10 december 1956) is secretaris van de Vlaamse Roeiliga, was bestuurslid van World Rowing en voorzitter van de Koninklijke Roeivereniging Sport Gent, de op een na oudste roeivereniging van de Oost-Vlaamse Roeiliga.
Rombaut bracht samen met oud-rector magnificus van Universiteit Gent Paul Van Cauwenberge de éênmalige Ghent Student Regatta tot stand. Patrick Rombaut was een clubroeier. Hij was in de 20e eeuw even damestrainer. Hij is de zoon van oud-voorzitter en – sportbestuurder zaliger – Roland Rombaut. Samen hebben ze slim de naam May Regatta nieuw leven ingeblazen op een ander moment. Hij is bioloog van opleiding en alumnus van de Universiteit Gent en was voor zijn pensionering jarenlang actief in de farmaceutische sector en daarna bij de openbare watervoorziening FARYS.